# Derai
Derai (en bengali : দিরাই) est une upazila du Bangladesh dans le district de Sunamganj. En 1991, on y dénombrait 185 284 habitants.